# Viola abyssinica
Viola abyssinica là một loài thực vật có hoa trong họ Hoa tím. Loài này được Steud. ex Oliv. miêu tả khoa học đầu tiên năm 1868.

## Hình ảnh

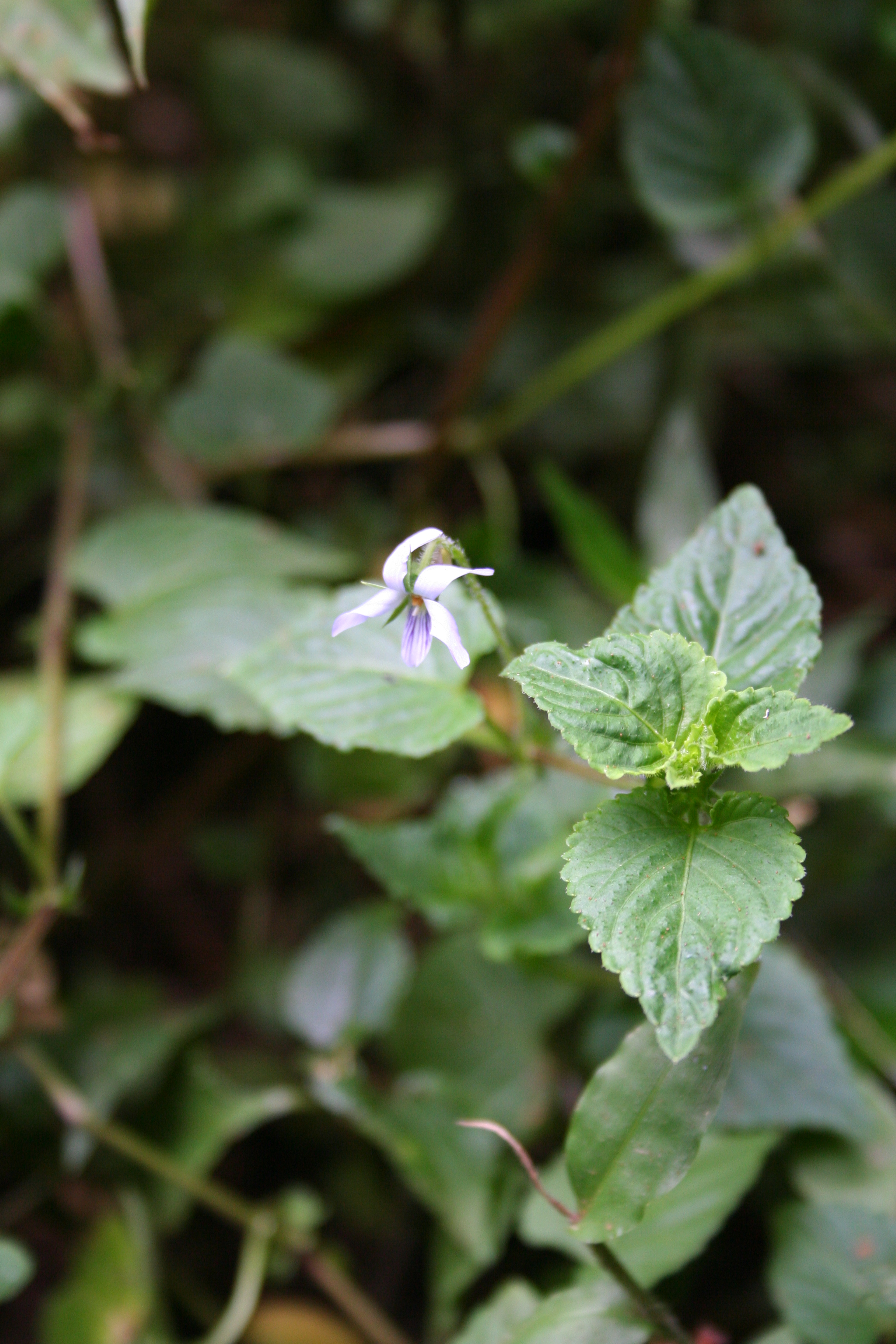